# 滨江镇 (贵溪市)
滨江乡，是中华人民共和国江西省鹰潭市贵溪市下辖的一个乡镇级行政单位。

## 行政区划
滨江乡下辖以下地区：
滨江社区、铜都村、柏里村、洪塘村、浮桥村、黄坑村、江南村、西洋村、江北村、金沙村、流岭村、山背村和婆桥村。